# Zosterops melanocephalus
Zosterops melanocephalus là một loài chim trong họ Zosteropidae.